# Friedrich Wilhelm von Loebell

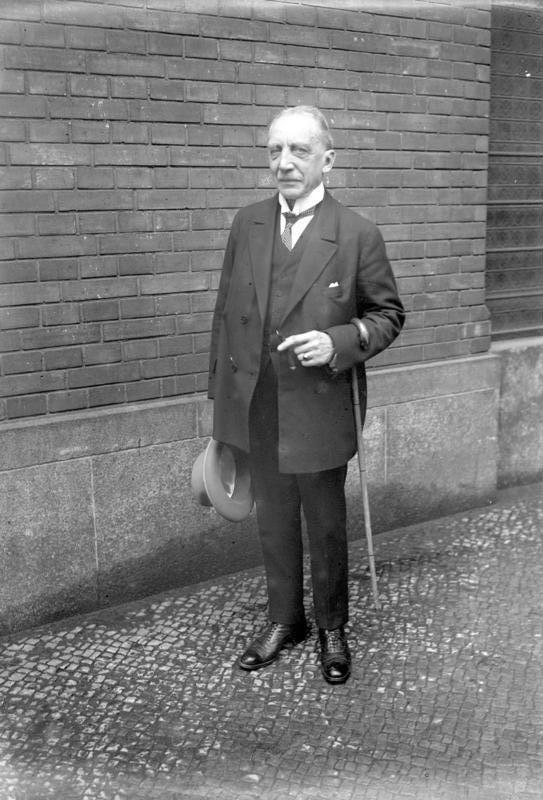
Friedrich Wilhelm von Loebell

Friedrich Wilhelm von Loebell, född 17 september 1855 i Kloster Lehnin i Brandenburg, död 21 november 1931 i Brandenburg an der Havel, var en tysk ämbetsman och politiker.
Loebell var 1898-1900 ledamot av tyska riksdagen och 1900-04 ledamot av preussiska lantdagen, blev 1904 rikskanslichef och 1907 understatssekreterare vid rikskansliet. Han var juli 1909 till januari 1910 samt ånyo oktober 1917 till mars 1919 överpresident i provinsen Brandenburg och dessemellan april 1914 till augusti 1917 preussisk inrikesminister. 
Loebell vann rykte för ämbetsmannaduglighet och arbetsflit och var Bernhard von Bülows förtrogne inrikespolitiske medhjälpare; i riksdag och lantdag tillhörde han Tysk-konservativa partiet. År 1921 blev han ledamot av preussiska statsrådet.